# فرودگاه منطقه صنعتی گیملی
فرودگاه منطقه صنعتی گیملی (به انگلیسی: Gimli Industrial Park Airport) یک فرودگاه همگانی با کد یاتا YGM است که یک باند فرود آسفالت دارد و طول باند آن ۲۰۷۳ متر است. این فرودگاه در کشور کانادا قرار دارد و در ارتفاع ۲۳۰ متری از سطح دریا واقع شده‌است.